# Lula Reed
Lula Reed, geboren als Lula Marietta McClelland (Mingo Junction, 21 maart 1926 – Detroit (Michigan), 21 juni 2008), was een Amerikaanse gospel- en r&b-zangeres, die opnamen maakte in de jaren 1950 en 1960. Ze had twee r&b-hits in 1952 als zangeres met pianist en bandleider Sonny Thompson en nam later op met gitarist Freddie King. Ze werd af en toe genoemd als Lulu Reed.

## Biografie
Reed werd geboren in Mingo Junction, Jefferson County, Ohio. Als kind verhuisde haar familie naar Port Clinton (Ohio), waar ze zong in het plaatselijke kerkkoor. Ze werd begeleid door de blinde gospelzanger professor Harold Boggs, voordat ze een auditie won uit 50 andere deelnemers in Toledo (Ohio) om de zanger te worden van de band van Sonny Thompson. Ze wordt vermeld als zangeres op de platen van Thompson en maakte eind 1951 haar opnamedebuut voor King Records in Cincinnati, met het nummer I'll Drown in My Tears, geschreven door Henry Glover. Het nummer bereikte #5 in de Billboard r&b-hitlijst in 1952 en werd in 1956 door Ray Charles opgenomen als Drown in My Own Tears, met breder commercieel succes.
Reeds volgende plaat Let's Call It A Day met Thompson, eveneens geschreven door Glover, bereikte #7 in de Billboard r&b-chart. De meeste van haar latere platen voor King werden vermeld onder haar eigen naam, hoewel ze bleef opnemen met Thompson, die haar echtgenoot werd in 1954. Ze was een veelzijdige zangeres die zowel gospelsongs als blues en r&b uitvoerde. Haar opname Rock Love uit 1954 werd later gecoverd door Little Willie John. Ze bleef populair, werd verkozen tot #4 r&b-zangeres in de jaarlijkse poll van Cashbox in 1954 en bleef opnemen voor het King label tot 1956. Reed slaagde er echter niet in om nog meer hitlijsten te betreden. King bracht in 1958 het album Blue And Moody uit met haar opnamen.
Reed en Thompson namen tussen 1958 en 1960 op voor de dochteronderneming Argo Records van Chess Records, voordat ze terugkeerden naar Cincinnati en in 1961 begonnen met opnemen voor Kings dochteronderneming Federal. Ze bracht in de daaropvolgende twee jaar zeven singles uit bij Federal, waarvan er vele begeleid werden door Freddie King, maar geen daarvan haalde de hitlijsten. Begeleid door King en Thompson bracht ze in 1962 ook het album Boy-Girl-Boy uit bij Federal. Daarna verhuisde ze naar het door Ray Charles opgezette Tangerine-label en nam ze begin jaren 1960 een reeks singles op. Haar laatste single werd uitgebracht in 1967.
Ze verliet toen de muziekbusiness, wegens gebrek aan echte promotie door de laatste platenmaatschappij waarbij ze onder contract stond. Maar ze sprak altijd met familie en vrienden over haar carrière als zangeres en het opnemen van seculiere rhythm-and-bluesmuziek en wilde dat haar kleindochters in haar voetsporen zouden treden. 
Er zijn verschillende verzamelalbums van haar opnamen verschenen, waaronder I'll Drown in My Tears - The King Anthology.

## Overlijden
Lula Reed overleed in juni 2008 op 82-jarige leeftijd. Haar zoon, ook een getalenteerde zanger, is Reginald Melvin Reed en kleindochter is Melludee G. (Detroit, Michigan).
- Bibliothèque nationale de France: cb15590199r (data)
- International Standard Name Identifier: 0000 0000 4346 0702
- Library of Congress Control Number: n92067784
- MusicBrainz: b37f0002-daeb-4253-a405-93f8613335a9
- Nationale Bibliotheek van Israël: 987007344708205171
- Virtual International Authority File: 32316814
- WorldCat: E39PBJxWWTDYPKrqR6CJWKmGHC